# Биология
Биологията (на гръцки: βιολογία; на старогръцки: βίος – живот и на старогръцки: λόγος – учение, наука – „наука за живота“) е фундаментална природна наука, изучаваща живота и живите организми, включително тяхното устройство, начин на функциониране, растеж, разпространение, произход и развитие, таксономия и връзките между тях и неживата природа.
Биологията е обширна област на познанието, включваща множество дисциплини. Сред най-важните дисциплини са петте обединяващи принципа, които могат да бъдат наречени основополагащи аксиоми на съвременната биология: клетъчна биология, еволюционна биология, генетика, биохимия и ембриология.
Подразделенията на биологията се разграничават едно от друго според мащаба, в който се изследват организмите и според методите за изследванено им. Така биохимията изучава елементарната химия на живота, молекулярната биология – сложните взаимодействия на системи биологични молекули, клетъчната биология – клетките, физиологията – химическите и физични функции на тъканите, органите и системите, а екологията – взаимодействието на различните организми с окръжаващата ги среда.

## История
Терминът биология (от гръцки: βίος, биос – „живот“ и λογία, логиа – „слово“, „наука“) в съвременния си смисъл е използван независимо един от друг от Карл Фридрих Бурдах (1800), Готфрид Райнхолд Тревиранус (Biologie oder Philosophie der lebenden Natur, 1802) и Жан-Батист Ламарк (Hydrogéologie, 1802).
Въпреки че биологията в съвременния си вид се е развила сравнително скоро, то различни и клонове и обекти са изучавани още от древни времена. Натурфилософията е изучавана още от времето на древните цивилизации в Месопотамия, Египет, Индия и Китай. Все пак произхода на модерната биология като наука за природата и живите организми най-често се свързва с Древна Гърция. Докато за баща на медицината се приема Хипократ (около 460 пр. Хр. – около 370 пр. Хр.), то Аристотел (384 пр. Хр. – 322 пр. Хр.) е този, който има водеща роля за развитието на биологията. Особено важна е неговата „История на животните“, както и други трудове демонстриращи натуралистични идеи. По-късните му емпирични изследвания са свързани с биологичния фундамент на произхода и многообразието на живота. Аристотел пръв прави разделението на познатите тогава животни на пет рода животни с кръв (по-късно наречени гръбначни) и четири рода животни без кръв (безгръбначните). Аристотеловият ученик Теофраст написва цяла серия от студии посветени на ботаниката, които се оценяват като най-значимия труд в тази област през древността и дори Средновековието. Учени от средновековния ислямски свят също допринасят за развитието на биологията, в това число са ал-Джахиз (781 – 869), ал-Динауари (828 – 896), занимавал се с ботаника и ал-Рази (865 – 925) със значителен принос в развитието на анатомията и физиологията.
Биологията претърпява бурно развитие след направените от Антони ван Льовенхук съществени подобрения на микроскопа. Това води до откриването на сперматозоидите, бактериите, инфузориите и позволява да се види истинското многообразие и причудливост на микроживота. Изследванията на Ян Свамердам водят до създаването на базовите техники в микроскопското оцветяване и дисекция.
Подобряването на микроскопията спомага за еволюция на биологичното мислене. В началото на 19 век множество биолози осъзнават централната роля на клетката. През 1838 г. и 1839 г. Матиас Шлайден и Теодор Шван започват да прокарват идеите, че (1) основна структурна и функционална единица на организмите е клетката, (2) отделните клетки имат всички характеристики на живота, макар че отричат идеята, че (3) всички клетки се образуват от деленето на предшестваща клетка (Omnis cellula ex cellula). Благодарение на работата на Роберт Ремарк и Рудолф Вирхов, през 1860-те повечето биолози приемат тези три постулата, от които се развива клетъчната теория.
Междувременно таксономията и класификацията стават предмет на естествената история. Карл Линей публикува основи на таксономията на живия свят през 1735 г. (като модифицирани варианти на труда му се ползват и до днес), а през 1750-те представя бинарната номенклатура, която се използва за научно именуване на видовете. Сериозен принос към идеята за еволюцията има Ламарк. Еволюционната теория базирана на естествения отбор, обаче е дело на британския естествоизпитател Чарлз Дарвин, който комбинира биогеографския подход на Хумболт, неизменчивата геология на Лиел, изследванията на популационния растеж на Томас Малтус и собствените си изследвания върху морфологията. Независимо от Дарвин до подобни изводи и заключения достига и Алфред Ръсел Уолъс, често наричан баща на биогеографията.
Откриването на физическия носител на наследствеността доразвива еволюционните принципи и популационната генетика. През 1940-те и ранните 1950-те експериментите са насочени към ДНК като компонент на хромозомите и носители на гените. Насочването към нови експериментални модели като вируси и бактерии, наред с откриването на двойно-спиралната структура на ДНК през 1953 г. от Джеймс Уотсън и Франсис Крик, поставят началото на ерата на молекулярната биология и молекулярната генетика. След 1950-те до днес биологията търпи бурно развитие в молекулярното си направление. Генетичният код е „разбит“ от Har Gobind Khorana, Роберт Холи и Маршал Ниренбърг след откритието, че ДНК съдържа кодони. Проекта Човешки геном стартира през 1990 г. с целта да бъде картиран целия геном на човека. Проектът завършва през 2003 г., като това е първата стъпка от глобалния устрем, натрупаното познание да бъде използвано за разработване на техники за подобряването качеството и продължителността на човешкия живот.

## Цели и задачи
Биологията, изучавайки закономерностите на биологичните явления, разкривайки същността на живота и систематизирайки живите същества, се стреми да постигне следните основни цели:
- Подобряване на общото здравословно състояние на човечеството.
- Повишаване и подобряване на селскостопанското производство.
- Опазване на природата, която е единствената жизнена среда и съхраняване на безценното наследствено богатство, оставено от еволюцията.

За да постигне това, биологията трябва да реши следните основни задачи:
- Да разкрие молекулните механизми, които стоят в основата на живота на нашата планета.
- Да опише пътищата за възникване и развитие на живите организми.
- Да изясни механизмите за адаптация на организмите към заобикалящата ги жива и нежива природа.
- Да предложи методи за целенасочено използване на получените знания в полза на човека.

## Основи на съвременната биология

### Клетъчна теория
Клетъчната теория постулира, че клетката е основната структурна и функционална единица на живота и че, всички живи организми са изградени от една или повече клетки както и техните продукти (например черупки). Всички клетки произлизат от други клетки посредством процес на клетъчно делене. В многоклетъчните организми всяка клетка на организма произхожда от една начална клетка – оплодената яйцеклетка. Клетъчния генетичен материал определящ наследствеността (ДНК) се предава в непроменен вид от клетка в клетка при процеса на делене.

### Еволюция
В биологията е прието, че живите организми се изменят и развиват в процеса на еволюция и всички познати жизнени форми на земята имат общ произход. Въведена като научен термин от Жан-Батист Ламарк през 1809 г., еволюцията е доразвита като цялостна теория основана на естествения отбор от Чарлз Дарвин петнадесет години по-късно. Днес с помощта на еволюцията се обяснява огромното многообразие на планетата.
Еволюционната теория постулира, че всички организми на земята, както съвременни така и изчезнали, произлизат от общ предшественик или общ генетичен пул. Според съвременната представа този общ за всички организми прародител е съществувал преди 3,5 милиарда години. Универсалността и всеобхватността (при всички организми) на разпространението на генетичния код, се приема като доказателство за съществуването на общ предшественик на бактерии, археа и еукариоти.

### Генетика
Гените са основните носители на наследствеността и определят специфичните характеристики на всеки един организъм. Всички организми от бактерията до човека споделят еднакъв механизъм за реализация на ДНК в протеини. Клетките транскрибират ДНК гена към РНКов вариант на гена, а рибозомите впоследствие транслират РНК в аминокиселинна последователност, протеин. Транслационния код (генетичен код) за презаписване на нуклеотидната последователност в аминокиселинна е силно консервативен и почти не се срещат различия в него.

### Хомеостаза
Хомеостазата е свойството на една отворена система, особено на живите организми, да регулира вътрешната си среда така, че да поддържа стабилно, постоянно състояние чрез многобройни корекции на динамичното равновесие, управлявани от взаимосвързани регулаторни механизми.
За да поддържа състоянието на динамично равновесие и ефективно да осъществява определени функции системата трябва да открива и да отговаря на промените. След установяването на смущение (промяна в стойностите на даден параметър) биологичната система обикновено реагира на принципа на негативната обратна връзка. Това означава, стабилизиране на условията (модифицирани под въздействието на променения параметър) чрез засилване или намаляване на активността на даден орган или система. Например при понижени нива на кръвна захар се отделя глюкагон, който предизвиква разграждане на гликогена до глюкоза и възстановяване на изходните нива на кръвна захар.

### Енергия
Оцеляването на живите организми зависи от продължителния поток на енергия. Химичните реакции, които са отговорни за структурата и функционирането на организмите са насочени към извличането на енергия от субстрати доставени с храната. Тази енергия от субстратите служи за биохимични реакции поддържащи нормалното функциониране на организмите и като материал за синтеза на нови биомолекули, клетъчни структури и клетки. Растенията и другите фототрофи и хемотрофи внасят енергията от слънцето и високоенергетичните съединения (метан, сероводород и други) в живия свят и са основата на хранителната пирамида. Част от уловената енергия се използва за синтез на биомаса, друга за поддръжка на жизнените функции, растеж и развитие. Голяма част от енергията се губи като топлина или се изхвърля под формата на отпадни продукти на метаболизма. Най-важните процеси за преобразуването на енергията, уловена в химичните субстрати, в полезна за организмите, поддържаща живота енергия, са обединени от метаболизма и клетъчното дишане.

## Нива на организация на живата материя
Както всяка функционално активна система, така и биологичните системи са изградени от компоненти организирани в строга йерархична система. Йерархичната система на живата материя е многоетажна, като всяко следващо ниво на организация съдържа по-долните, но не като механичен сбор, а придобива нови качествени характеристики. Основните нива са шест, като могат да бъдат включени и много междинни:
- Субклетъчно (атомно-молекулно) ниво

Състои се от атоми свързани в молекули, формиращи от своя страна надмолекулни комплекси (например рибозомата е комплекс от протеини и рибозомни РНКи).
- Клетъчно ниво

Клетката е завършен комплекс от молекули – най-малката способна на самостоятелно съществуване структурна и функционална единица на живота, притежаваща петте свойства на живота: самоорганизация, саморегулация, самообновяване, еволюция и размножаване.
- Организмово ниво

Организмите са изградени от клетки с общ ембрионален произход и сходни структура и функции обединени в тъкани. Тъканите от своя страна изграждат органите и системите, които обезпечават дадена биологична функция (например храносмилане, дишане, отделяне). При едноклетъчните организми, клетъчното и организмовото ниво съвпадат.
- Популационно-видово ниво

Представлява съвкупност от организми с общ произход и близки морфологични, физиологични, биохимични, генетични, екологични, (имунологични, етологични) характеристики, способни да се размножават помежду си, споделящи обща еволюционна съдба.
- Биоценозно ниво

Комплекс от организми принадлежащи на различни биологични видове, които влизат в сложни взаимодействия помежду си и с факторите на средата.
- Биосфера

Биосферата е глобално свръхниво на организация на биологичната материя, обхващащо всички живи организми на планетата.

## Методи на биологията

### Описателни методи
Описанието е основен метод за разкриване на същността и структурата на живата природа. То може да бъде непосредствено и опосредствано. При непосредственото наблюдение биологът изучава обектите само с помощта на своите сетива – зрение, обоняние, усет и слух. Така се получава малка по обем информация за изследваните обекти, но те могат да бъдат наблюдавани в своето естествено състояние и среда. При опосредстваното наблюдение изследователят използва различни инструменти (лупи, микроскопи) и спомагателни техники (оцветяване, рентгенография, ехография). По този начин се получава много задълбочена, но едностранчива информация, която не може да се интерпретира самостоятелно. Използването на инструменти и спомагателни техники почти напълно изключва възможността за изследване на обекта в неговото естествено състояние и среда. Затова информацията от опосредстваното наблюдение трябва прецизно да се анализира и може да се тълкува само в съвкупност с безспорно установените до настоящия момент факти.

### Експериментални методи
Чрез експерименталните методи биологията разкрива конкретното значение на определен фактор или група от фактори. За целта група от организми, отделен организъм или негова част се поставя в среда със строго контролирани условия, които непрекъснато се наблюдават и остават сравнително постоянни за определен период. Единственият променлив фактор е този, който се изследва. Само по този начин може достоверно да се докаже, че настъпилите промени се дължат на изследвания фактор, а не на някой случаен такъв.

### Статистически методи
Чрез наблюдение и експеримент в биологията могат да бъдат изследвани много малък брой опитни образци – единици или десетки, рядко стотици, в изключителни случаи хиляди. А повечето видове, които населяват Земята, наброяват милиони, милиарди, често и много повече екземпляри. Единственият начин да се предскажат структурата и свойствата на всеки отделен организъм, е чрез сложни математически изчисления, основани на данните от изследваните обекти. Чрез статистическите методи се предсказват, с известна степен на достоверност, състава, строежа и функцията на голям брой представители на различни групи от организми.

## Класификация на биологичните науки

### Общи биологични науки
Изучават от определена гледна точка структури и свойства, които са характерни за голям брой разнообразни организми.
- Биофизика – изучава физическите закономерности в живите организми, на ниво атом, молекула и клетка.
- Биохимия – изучава химичните закономерности в живите организми на молекулно ниво – структурата и функцията на белтъците, въглехидратите, липидите, нуклеиновите киселини и редица други биомолекули, както и принципите на които се гради клетъчния метаболизъм и регулация. Обектите са предмет на изучаване и от други биологични дисциплини, като например генетика и молекулярна биология, но подходите се различават фундаментално.
- Молекулярна биология – изучава на молекулно ниво структурните и функционалните закономерности в живите организми, на които се подчинява реализирането на генетичната информация – репликацията и поправката на генетичния материал, неговата транскрипция и експресия. Част от обекта на науката се покрива с този на биохимията, биофизиката и генетиката, но се различава фундаментално в подхода.

- Морфология – изучава строежа на биологичните системи, на ниво клетка (цитоморфология), тъкан (хистоморфология) и организъм (ембриоморфология и анатомия). Част от предмета на морфологията се покрива с този на цитологията, хистологията и ембриологията. Разликата е в обхвата. Изброените три науки, освен структурата, изучават още функцията, произхода, развитието, интегрирането и други. Морфологията се концентрира само върху строежа. Единственото пълно съвпадение е на ниво организъм – с анатомията.
- Цитология – изучава състава, строежа и функциите на клетките; нарича се още „клетъчна биология“.
- Хистология – изучава състава, строежа и функциите на тъканите.
- Ембриология – изучава строежа, функциите и развитието на организмите, до достигането на стадий на самостоятелен живот; нарушенията в нормалното ембрионално развитие се изучават от науката за уродствата – тератологията.
- Анатомия – изучава строежа на телата на организмите.
- Физиология – изучава функциите на живите организми.
- Генетика – изучава наследствеността и изменчивостта на организмите.
- Онтология – изучава индивидуалното развитие на организмите, от оплождането до смъртта; нарича се още „онтогения“.
- Геронтология – изучава строежа, функциите и стареенето на организмите, от затихването на половите функции до смъртта.
- Филогения – изучава еволюционното развитие на организмите.
- Таксономия – изучава класификацията на организмите; нарича се още „систематика“.
- Палеонтология – изучава организмите, които са живели и изчезнали в отминалите епохи.
- Екология – изучава взаимоотношенията на организмите със заобикалящата ги среда и с другите организми.
- Биогеография – изучава разпространението на организмите по планетата.
- Астробиология – изучава възможностите за възникване и развитие на живот извън планетата Земя. Нарича се още „екзобиология“.
- Патология – изучава нарушенията в строежа, функцията, развитието и адаптирането на организмите. Повечето подобни нарушения се считат за болести.
- Танатология – изучава причините и механизмите за затихване на живота и за настъпване на смъртта.

### Частни (специални) биологични науки
Изучават състава, строежа, функциите, развитието и особеностите на конкретна, обособена група от организми.
- Микробиология – изучава микроорганизмите.
- Протозоология – изучава първаците.
- Микология – изучава гъбите.
- Ботаника – изучава растенията.
- Малакология – изучава мекотелите.
- Ихтиология – изучава рибите.
- Амфибиология – изучава земноводните.
- Херпетология – изучава влечугите.
- Ентомология – изучава насекомите.
- Орнитология – изучава птиците.
- Териология – изучава бозайниците.
- Зоология – изучава животните.
- Етология – изучава поведението на животните.
- Антропология – изучава човека.
- Психология – изучава поведението на човека.

### Приложни биологични науки
Изучават структурата и функциите на различните организми, във връзка с тяхното значение за живота на човека.
- Агрономия – изучава отглеждането на растения в полза на човека.
- Фитопатология – изучава болестите по полезните за човека растения.
- Животновъдство – изучава отглеждането на животни в полза на човека.
- Ветеринарна медицина – изучава болестите по полезните за човека животни.
- Медицина – изучава причините, възникването, развитието, лечението и предотвратяването на болестите при хората.
- Бионика – изучава приложението на биологичните принципи на структурна и функционална организация, в техническите системи, създадени от човека.
- Биотехнология – изучава използването на живи организми за осъществяване на технологични процеси, като: обеззаразяване на отпадни води, производство на лекарства, пречистване на руда и много други.
- Генно инженерство – разработва методи за прехвърляне на наследствена информация (гени) от едни организми в други, с цел приемниците да получат нови, полезни свойства.

## Галерия
- Animalia – Bos primigenius taurus
- Planta – Triticum
- Fungi – Morchella esculenta
- Stramenopila/Chromista – Fucus serratus
- Bacteria – Gemmatimonas aurantiaca (- = 1 Micrometer)
- Archaea – Halobacteria
- Virus – Gamma phage